# Paradise Papers

Países com políticos, funcionários públicos, ou associados próximos que foram nomeados na investigação dos Paradise Papers

Os Paradise Papers ("Documentos do paraíso", em tradução livre) são um conjunto de 13,4 milhões de documentos eletrônicos confidenciais de natureza fiscal que foram enviados ao jornal alemão Süddeutsche Zeitung. O jornal os compartilhou com o Consórcio Internacional de Jornalistas Investigativos (ICIJ), e alguns detalhes foram divulgados em 5 de novembro de 2017. Os documentos, que apontam investimentos offshore de mais de 120.000 grandes corporações, celebridades e pessoas de várias nações, têm origem no escritório de advocacia offshore Appleby nas ilhas Bermudas. Entre aqueles cujos assuntos financeiros são mencionados estão a Rainha Isabel II do Reino Unido, o Presidente da Colômbia, Juan Manuel Santos, o Secretário de Comércio dos Estados Unidos, Wilbur Ross, e o criador da obra Dragon Ball, Akira Toriyama.

## Contexto
Em 20 de outubro de 2017, um usuário anônimo do Reddit sugeriu a existência dos Paradise Papers. Mais tarde naquele mês, o Consórcio Internacional de Jornalistas Investigativos (ICIJ) aproximou-se da Appleby com denúncias de irregularidades. A Appleby disse que alguns dos seus dados haviam sido roubados em um ataque cibernético no ano anterior, e negou as acusações do ICIJ. Depois que os documentos foram reportados pela imprensa, a empresa afirmou que "não havia indícios de irregularidades", que eles "são um escritório de advocacia que assessora clientes em maneiras legítimas e legais de conduzir os seus negócios", e que "não toleram o comportamento ilegal". Embora a imprensa se refira ao documentos como sendo "vazados", a Appleby emitiu uma série de declarações públicas insistindo que a empresa "não foi objeto de um vazamento, mas de um grave ato criminoso", e que "este foi um ataque hacker ilegal. Nossos sistemas foram acessados por um intruso que empregou as táticas de um hacker profissional".
Os documentos foram adquiridos pelo jornal alemão Süddeutsche Zeitung, que também tinha obtido o Panamá Papéis em 2016. De acordo com a BBC, o nome "Paradise Papers" reflete "os idílicos perfis de muitas das jurisdições offshore, cujos trabalhos são inaugurados" dos chamados paraísos fiscais. A BBC também observa que o nome "se encaixa muito bem com o termo francês para um paraíso fiscal—paradis fiscal". Os dados compreendem cerca de 13,4 milhões de documentos, totalizando cerca de 1,4 terabytes—a partir de duas prestadoras de serviços offshore , a Appleby e o Asiaciti Trust, e dos registros das empresas de 19 de paraísos fiscais. jornalistas do Süddeutsche Zeitung entraram em contato com o ICIJ, que foi investigar os documentos com mais de 100 parceiros de mídia. O consórcio fez os dados disponíveis para os parceiros de mídia usando o Neo4j, um gráfico de plataforma de banco de dados feito de dados conectados, e Linkurious, gráfico de visualização de software, permitindo os jornalistas de todo o mundo realizar trabalho de investigação colaborativo. Os documentos foram divulgados pelo consórcio, em 5 de novembro de 2017.

## Empresas mencionadas
De acordo com os documentos, Facebook, Twitter, Apple, Disney, Uber, Nike, Walmart, Allianz, Siemens, Mcdonald's, e Yahoo! estão entre as empresas que possuem empresas offshore, bem como a Allergan, fabricante do Botox. De acordo com A Express Tribune, "a Apple, Nike e Facebook evitaram pagar bilhões de dólares em impostos utilizando empresas offshore." a Apple emitiu um comunicado em resposta a criticar os relatórios como impreciso e enganoso, informando que a empresa é a maior contribuinte do mundo e que ele "paga cada dólar que ela deve em todos os países do mundo".
Entre as empresas indianas listadas nos artigos estão Apollo Tyres, a Essel Grupo, D o S Construção, Emaar MGF, a GMR Grupo, Havells, Grupo Hinduja, o Hiranandani Grupo, Jindal Steel, o Sol Grupo e Videocon.

### Odebrecht
Appleby gerenciou 17 empresas offshore para a Odebrecht (atual Novonor), conglomerado brasileiro, e pelo menos uma delas foi usada como um veículo para o pagamento de subornos na Operação Lava Jato. Algumas dessas empresas offshore são conhecidas publicamente por operar para a Odebrecht na África e por estar envolvido com propinas. Entre os envolvidos na operação, que também são nomeados nos artigos são Marcelo Odebrecht, empresário e ex-diretor-superintendente da Odebrecht, seu pai, Emílio Odebrecht e seu irmão Maurício Odebrecht.

## Pessoas mencionadas

### Brasil
O ex-Ministro da agricultura Blairo Borges Maggi é mencionado nos papéis. Sua empresa, a Amaggi e LD Commodities, foi registrada pela primeira vez cerca de cinco meses depois que Maggi terminou seu mandato como governador do Mato Grosso. Maggi disse ao jornal Poder360 que ele não era um beneficiário direto da empresa e ele nunca tinha recebido o dinheiro dele.
Henrique Meirelles, ex-ministro da fazenda, disse ao Poder360 que ele não declara renda de sua Fundação Sabedoria porque foi configurada para executar funções de caridade depois de sua morte e, portanto, ele não recebe nenhuma renda a partir dele.
Jorge Paulo Lemann estava entre os brasileiros da lista, com 20 offshores em diferentes países. Ao Poder 360, Lemann afirma que as empresas foram criadas para facilitar a expansão de negócios no exterior.